# Kali, o Pequeno Vampiro
Kali, o Pequeno Vampiro (em francês:  Kali, le petit vampire ou em inglês:  Kali the Little Vampire) é um filme de curta-metragem de animação português realizado por Regina Pessoa.
É a última parte da trilogia sobre infância de Pessoa, seguido após A Noite (1999) e História Trágica com Final Feliz (2005). O filme apresentou a banda sonora do grupo The Young Gods e foi produzido por Abi Feijó (Ciclope Filmes), Julie Roy e René Chénier (National Film Board of Canada),  Pascal Le Nôtre (Folimage) e Georges Schwizgebel e Claude Luyet (Studio GDS).

## Recepção
Kali, o pequeno vampiro ganhou mais de vinte prémios em festivais internacionais de cinema e ganhou o prémio de Melhor Curta-Metragem de Animação nos Prémios Sophia de 2013 realizado pela Academia Portuguesa de Cinema. Em junho de 2014, a curta-metragem foi exibida em Paris como parte do Panorama of Golden Nights, onde foi considerado pela Organização das Nações Unidas para a Educação, a Ciência e a Cultura, um património cultural internacional.